# 3733 Йосітомо
3733 Йосітомо (3733 Yoshitomo) — астероїд головного поясу, відкритий 15 січня 1985 року.
Тіссеранів параметр щодо Юпітера — 3,495.
Названо на честь Йосітомо (яп. よしとも(義朝)).